# اندری دمچنکو
اندری دمچنکو (اوکراینی: Андрій Анатолійович Демченко؛ زادهٔ ۲۰ اوت ۱۹۷۶) بازیکن فوتبال اهل اوکراین است.
از باشگاه‌هایی که در آن بازی کرده‌است می‌توان به باشگاه فوتبال تورپیدو زاپروژیا، باشگاه فوتبال متالورگ زاپروژیا، باشگاه فوتبال داچیا کیشیناو، باشگاه فوتبال آژاکس آمستردام، باشگاه فوتبال زسکا مسکو، و باشگاه فوتبال ماریوپول اشاره کرد.
وی همچنین در تیم‌های ملی فوتبال Russia national under-19 football team, Russia national under-20 football team، و زیر ۲۱ سال روسیه بازی کرده‌است.